# Quới An
Quới An là một xã thuộc tỉnh Vĩnh Long, Việt Nam.

## Địa lý
Xã Quới An có vị trí địa lý:
- Phía đông giáp xã Quới Thiện, ranh giới là sông Cổ Chiên.
- Phía tây giáp xã Tân Long Hội và Trung Hiệp.
- Phía nam giáp xã Trung Thành và Trung Ngãi.
- Phía bắc giáp xã Cái Nhum.

Xã Quới An có diện tích 44,93 km², dân số năm 2025 là 29.101 người, mật độ dân số đạt 647 người/km².

## Hành chính
Xã Quới An được chia thành 9 ấp: An Quới, Hiệp Trường, Nhất, Phước Thọ, Phước Trường, Quang Hòa, Quang Minh, Trường Định, Vàm An.

## Lịch sử
Ngày 6 tháng 12 năm 2019, Hội đồng Nhân dân tỉnh Vĩnh Long ban hành Nghị quyết 228/NQ-HĐND về việc sáp nhập toàn bộ ấp Quang Bình vào ấp Quang Hòa.
Ngày 16 tháng 6 năm 2025, Ủy ban Thường vụ Quốc hội ban hành Nghị quyết số 1687/NQ-UBTVQH15 về việc sắp xếp các đơn vị hành chính cấp xã của tỉnh Vĩnh Long năm 2025. Theo đó, sắp xếp toàn bộ diện tích tự nhiên, quy mô dân số của các xã Trung Thành Tây, Quới An và Tân Quới Trung thành xã mới có tên gọi là xã Quới An.
Sau khi sáp nhập, xã Quới An có 44,93 km² diện tích tự nhiên và dân số 29.101 người.